# اوکولی روچ
اوکولی روچ (انگلیسی: Ukweli Roach؛ زادهٔ ۲۲ سپتامبر ۱۹۸۶) بازیگر اهل بریتانیا است. وی از سال ۲۰۱۰ میلادی تاکنون مشغول فعالیت بوده‌است.
از فیلم‌ها یا برنامه‌های تلویزیونی که وی در آن نقش داشته‌است می‌توان به نقطه کور و رقص خیابانی اشاره کرد.